# Jezero Gornji Sûre
Jezero Gornji Sûre (luks. Stauséi Uewersauer, fra. Lac de la Haute-Sûre, njem. Obersauer-Stausee) veliko je umjetno jezero u sjeverozapadnom Luksemburgu, u gornjem toku rijeke Sûre/Sauer. To je najveće vodeno tijelo u zemlji. Daje ime po općini Lac de la Haute-Sûre, koja je osnovana 1979.

## Povijest
Nastao je branom Esch-sur-Sûre koja je izgrađena 1950-ih kako bi zadovoljila potrebe Luksemburga za pitkom vodom i električnom energijom. Grad Esch-sur-Sûre /Esch-Sauer smjestio se na jednom kraju jezera. Neposredno iznad nje rijeka je pregrađena kako bi formirala akumulaciju hidroelektrane koja se proteže nekih 10 km uz dolinu. Prosječna površina mu je 3.8 km2 ili oko 0,15% ukupne površine Luksemburga.

## Zaštićeno područje
Područje oko akumulacije čini Park prirode Gornji Sûre, luksemburški nacionalni park. Dolina Upper Sûre koja okružuje akumulaciju proglašena je Ramsarskim područjem u Luksemburgu i susjednoj Belgiji od 2004.  

## Rekreacija
Okruženo bujnom vegetacijom i mirnim potocima, jezero je središte vodenih sportova, poput jedrenja, kanua i kajaka. Takve aktivnosti na otvorenom, koje ga čine privlačnim mjestom za turiste, dovele su do rasta lokalne zanatske industrije. Jezero ima vrlo visoku razinu kvalitete vode

## Vanjske poveznice
|  | Zajednički poslužitelj ima još gradiva o temi Jezero Gornji Sûre |